# Isole Marianne
Le isole Marianne (o le Marianne; in chamorro: Manislan Mariånas; fino agli inizi del XX secolo furono chiamate isole dei Ladri, dallo spagnolo "islas de los Ladrones") sono un arcipelago formato da un arco di 15 vulcani nel nord-ovest dell'Oceano Pacifico, tra il 12º e 21º parallelo nord e lungo il 145º meridiano est, a est delle Filippine
L'arcipelago è suddiviso nei due territori non incorporati delle Isole Marianne Settentrionali e di Guam, entrambi posti sotto la giurisdizione degli Stati Uniti d'America.
L'arcipelago è abitato dalla popolazione nativa dei Chamorro mentre il primo europeo a raggiungere le isole fu Ferdinando Magellano nella sua spedizione intorno al mondo nella prima metà del XVI secolo. Le isole prendono il nome dalla regina Maria Anna d'Asburgo, sovrana di Spagna all'epoca della colonizzazione spagnola delle isole nel XVII secolo.

## Descrizione
Le isole Marianne si trovano nella parte meridionale di una catena vulcanica sottomarina che si estende per circa 2•500 km da Guam al Giappone. Geograficamente, le Marianne sono le isole più a nord di un vasto gruppo di isole chiamate Micronesia, situate tra il 13° e 21° latitudine nord e 144° e 146° longitudine est. Le isole Marianne hanno un'area totale di 1• 007 km² e sono composte da 2 unità amministrative:
- Guam è un territorio degli Stati Uniti d'America.
- Le isole Marianne Settentrionali (includono le isole di Saipan, Tinian e l'isola Rota), costituiscono un Commonwealth degli Stati Uniti.

Dal punto di vista orografico, le Marianne consistono di due gruppi di isole:
- il gruppo settentrionale, che comprende dieci isole vulcaniche, delle quali solo quattro (Agrihan, Anatahan, Alamagan e Pagan) erano abitate in tempi recenti (oggi sono tutte disabitate); qui si raggiunge l'elevazione massima dell'arcipelago (circa 820 m)
- il gruppo meridionale, che comprende cinque isole coralline calcaree (Rota, Guam, Aguijan, Tinian e Saipan), tutte abitate salvo Aguijan; le coste sono circondate da scogliere coralline e l'interno è pianeggiante o poco elevato (l'isola di Guam, che è anche la più grande del gruppo, ha in realtà una geologia mista).

Nella parte settentrionale ci sono ancora segni di attività vulcanica e i terremoti sono frequenti.
Tutte le isole eccetto Farallon de Medinilla e Farallon de Pajaros (nel gruppo più a nord) sono più o meno densamente boschive, e la vegetazione è lussureggiante, molto somigliante a quella delle Caroline, e anche delle Filippine, da cui sono state introdotte alcune specie. Grazie all'umidità del suolo abbondano pure le crittogame.
Palme da cocco, patate dolci, manioca, caffè, cacao, zucchero, cotone, tabacco e madreperla sono i prodotti principali, e la copra è la principale risorsa esportata. Nella maggior parte delle isole c'è una grande abbondanza di acqua.

## Storia

### Preistoria
La presenza umana nell'arcipelago delle Marianne è attestato fin dal Neolitico. I siti archeologici più antichi sono datati tra il 1500 e il 1400 a.C. e sono stimati come contemporanei ai primi siti della cultura Lapita in Melanesia e Polinesia occidentale.

### Ferdinando Magellano
Le isole Marianne furono la prima terraferma che il navigatore Ferdinando Magellano incontrò nella sua traversata dell'Oceano Pacifico (1521) dopo aver lasciato le coste del Sud America. Magellano e la sua flotta di tre navi erano stati in mare senza incontrare terra per tre mesi e venti giorni durante i quali la carenza di cibo e acqua e il dilagare dello scorbuto avevano causato la morte di diciannove marinai. Una volta raggiunte le isole, gli spagnoli sbarcarono a terra per raccogliere cibo e acqua e Magellano le battezzò Islas de los Ladrones, quando su una isola (forse Guam) gli indigeni cercarono di impossessarsi di una delle scialuppe e di alcuni suppellettili delle navi. L'ammiraglio ne fece giustiziare alcuni e bruciò le loro case. Magellano reclamò le isole in nome della Corona spagnola.

### Colonizzazione occidentale
Nel 1667 le isole Marianne furono colonizzate dalla Spagna e l'anno successivo furono ribattezzate ufficialmente Las Marianas (le Marianne) in onore della Regina Maria Anna d'Asburgo, vedova di Re Filippo IV di Spagna e regina reggente dell'Impero spagnolo data la minore età del figlio Carlo II. All'epoca della colonizzazione spagnola le Isole Marianne avevano una popolazione di poco più di 50.000 abitanti. L'arrivo di coloni europei, soprattutto con i Galeoni di Manila, introdusse sulle isole nuove malattie che causarono molte vittime tra la popolazione Chamorro.
Con il trattato tedesco-spagnolo del 1899 la Spagna vendette le isole Marianne Settentrionali all'Impero tedesco per 837.500 marchi-oro. Nelle isole sono ancora ben visibili le tracce lasciate dai coloni tedeschi: ad esempio ancora oggi una piccola parte della popolazione parla il tedesco. Durante la prima guerra mondiale, quest'arcipelago fu invaso dalle truppe giapponesi, in seguito al trattato di Versailles, vennero cedute al Giappone, come mandato da parte della Società delle Nazioni. In seguito alla sconfitta del Giappone, nella seconda guerra mondiale, dal 1945 fanno parte degli Stati Uniti d'America come territorio non incorporato.